# Таёжный (Заларинский район)
Таёжный — населённый пункт (участок) в Заларинском районе Иркутской области России. Входит в состав Хор-Тагнинского муниципального образования. Находится примерно в 71 км к юго-западу от районного центра.

## Население
| 2002 | 2010 | 2011 | 2012 |
| ---- | ---- | ---- | ---- |
| 34   | ↘12  | →12  | ↘10  |

По данным Всероссийской переписи, в 2010 году в населённом пункте проживало 12 человек (6 мужчин и 6 женщин). На май 2017 год в посёлке проживает одна жительница.